# Blasius-patkósdenevér
A Blasius-patkósdenevér (Rhinolophus blasii) az emlősök (Mammalia) osztályának denevérek (Chiroptera) rendjébe, ezen belül a patkósdenevérek (Rhinolophidae) családjába tartozó faj.
Régies nevén: csúcsosnyergű patkósdenevér

## Előfordulása
A Blasius-patkósdenevér Európában Olaszországban, az egykori Jugoszláviában, és Délkelet-Európa egyes vidékein fordul elő. Ezen kívül él a Közel-Kelet országaiban és Afrika északi részén is, továbbá egy elkülönült populációja Afrika keleti részén is előfordul. Erdély déli részén jelenléte hivatalosan nem dokumentált.
Meleg, bokros, fákkal ritkásan benőtt karsztterületeken él, nyári szálláshelye barlangokban van, ahol akár 200 egyed is összegyűlhet.

## Alfajai
- Rhinolophus blasii andreinii Senna, 1905
- Rhinolophus blasii blasii Peters, 1867
- Rhinolophus blasii empusa K. Andersen, 1904
- Rhinolophus blasii meyeroehmi Felten, 1977

## Megjelenése
A Blasius-patkósdenevért csak a szakértők tudják megkülönböztetni a kereknyergű patkósdenevértől (Rhinolophus euryale). Testhossza 46–54 milliméter, farokhossz 25–30 milliméter, alkarhossz 45–48 milliméter, fülhossz 16,5–21 milliméter, testtömeg 12-15 gramm. Bundájának színe világosbarna, helyenként szürkésfehér foltokkal, ez főként a nyaki részen figyelhető meg, de lehúzódik a hasoldalra is.

## Szaporodása
Ritka, kevéssé ismert faj, szaporodásáról is keveset tudunk. Feltehetőleg egy utódot hoz a világra.